# Communauté de communes Cœur de Berry
La Communauté de communes Cœur de Berry est une communauté de communes française située dans le département du Cher et la région Centre-Val de Loire.
Elle est issue de la fusion en 2017 des communautés de communes Les Terres d’Yèvre et Les Vals de Cher et d’Arnon.

## Historique
La communauté de communes est créée à la suite du schéma départemental de coopération intercommunale (SDCI) prenant effet le 1er janvier 2017 car Les Terres
d’Yèvre ne dépassaient les 15 000 habitants imposés par la Loi NOTRe ; le seuil est ajustable sous certaines conditions de densité mais avec un densité inférieure à 51,7 hab/km2, la structure avait obligation de fusionner contrairement aux Vals de Cher et d’Arnon.
C'est l'objectif de la prescription numéro 1 du schéma de réunir les communes du canton de Mehun-sur-Yèvre dans une même intercommunalité ayant pour impact une extension du périmètre du SCOT du pays de Bourges et une absorption du syndicat intercommunal de collecte et de tri sélectif des déchets ménagers de Mehun. Lors de la consultation sur l'approbation du Schéma, seules 3 communes (Limeux, Cerbois, Foëcy) sur 11 ont voté contre ce rapprochement.
L’arrêté fixant le périmètre est signé le 10 mai 2016 confirmé le 9 décembre par l'arrêté définitif,
En 2018, les conseils municipaux de Mehun-sur-Yèvre et Foëcy décident de quitter l'intercommunalité pour rejoindre respectivement la communauté d'agglomération Bourges Plus et la communauté de communes Vierzon Sologne Berry. La commune d'Allouis se retrouve alors isolée sans continuité territoriale l'obligeant à se retirer de Cœur de Berry contre l'avis de conseil et se tourne vers la communauté de communes Terres du Haut Berry. .
La commune de Massay a également émis le souhait à l’automne 2018 de quitter la structure intercommunale en ayant délibéré en ce sens le 7 septembre 2018, ce qui a été accepté par le conseil communautaire du 22 octobre 2018, mais la préfecture s'est opposé à la sortie  de Massay avant le 1er janvier 2020.
Le départ de Mehun-sur-Yèvre et Alouis est acté par des arrêtés préfectoraux du 14 décembre 2018 et également pour Foëcy.
Une crise intervient rapidement, avec la démission du président Jean-Louis Salak, maire de Mehun-sur-Yèvre, qui envisage que sa commune quitte le Coeur_de_Berry pour rejoindre rejoindre Bourges Plus, Vierzon-Sologne-Berry ou la communauté de communes Terres du haut-Berry,.
Le départ de Massay, qui rejoint le 1er janvier 2020 la nouvelle communauté de communes Vierzon-Sologne-Berry et Villages de la Forêt, est acté par un arrêté préfectoral du 28 octobre 2019, réduisant de ce fait le nombre de communes associées à 11 en 2020.

## Territoire communautaire

### Géographie
La communauté de communes Cœur de Berry est située à l'ouest du département du Cher,1er janvier 2019.

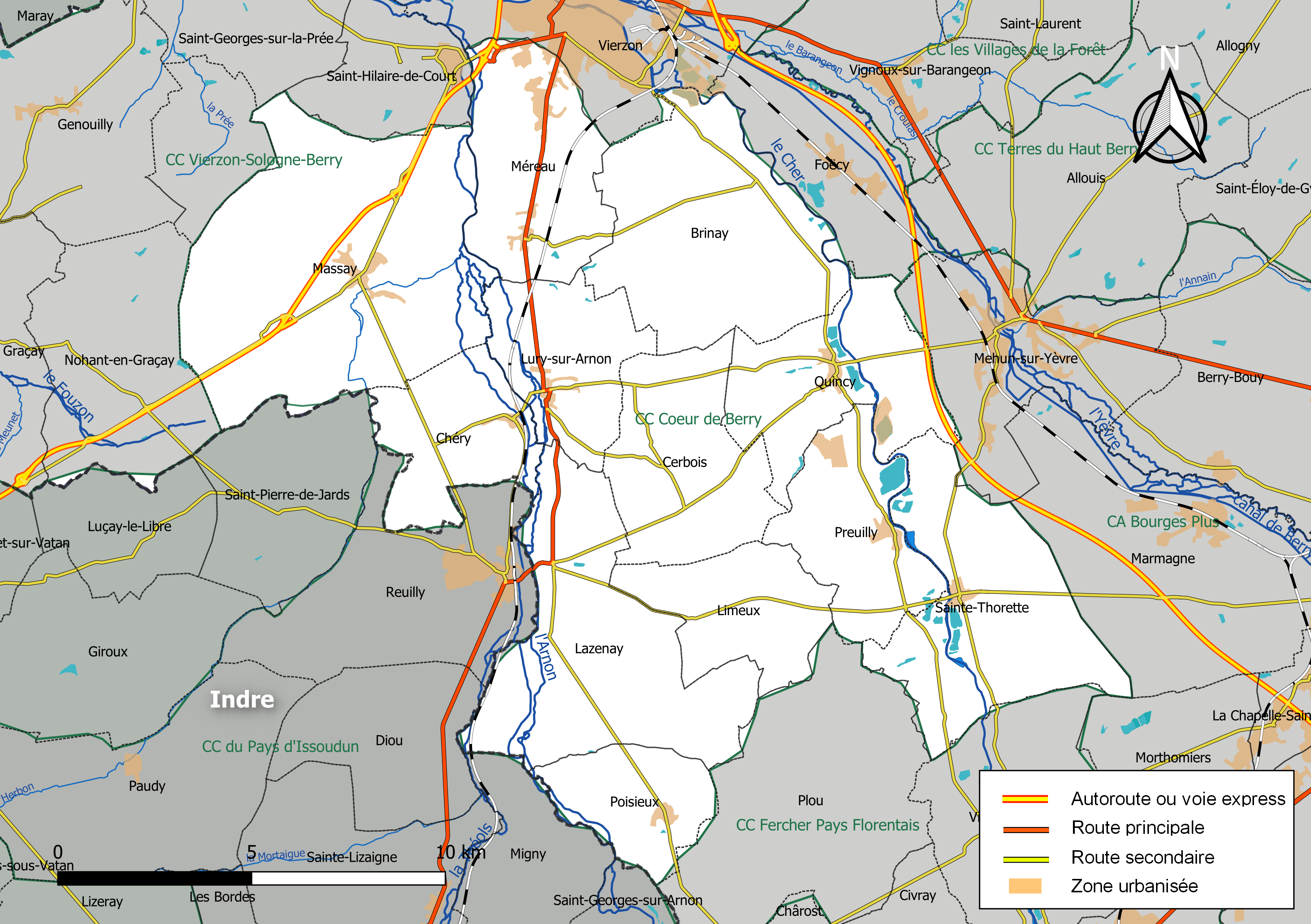
Territoire de Cœur de Berry en 2019, avant le départ de Massay

### Composition
La communauté de communes est composée des 11 communes suivantes :

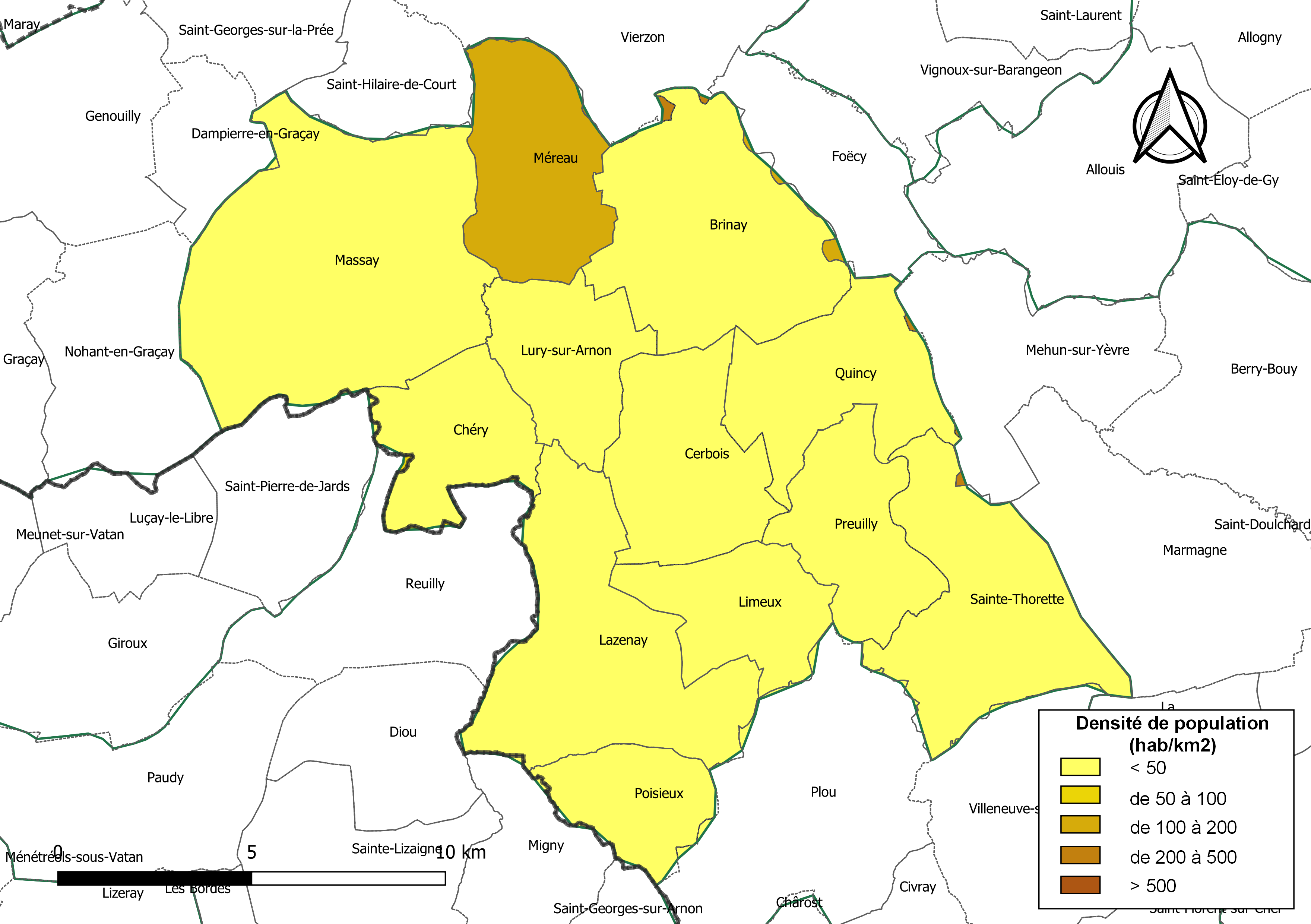
Carte des densités de population (millésimée 2016) des communes de la communauté de communes Cœur de Berry. Composition en communes au 1er janvier 2019.

| Nom                    | Code Insee | Gentilé     | Superficie (km2) | Population (dernière pop. légale) | Densité (hab./km2) |
| ---------------------- | ---------- | ----------- | ---------------- | --------------------------------- | ------------------ |
| Lury-sur-Arnon (siège) | 18134      | Lurois      | 13,84            | 662 (2022)                        | 48                 |
| Brinay                 | 18036      | Brinaysiens | 29,48            | 507 (2022)                        | 17                 |
| Cerbois                | 18044      | Cerboisiens | 18,45            | 398 (2022)                        | 22                 |
| Chéry                  | 18064      | Chérois     | 13,54            | 225 (2022)                        | 17                 |
| Lazenay                | 18124      | Lazenais    | 30,74            | 282 (2022)                        | 9,2                |
| Limeux                 | 18128      | Limosins    | 13,17            | 171 (2022)                        | 13                 |
| Méreau                 | 18148      | Marologiens | 18,65            | 2 649 (2022)                      | 142                |
| Poisieux               | 18182      | Pocéoliens  | 10,3             | 217 (2022)                        | 21                 |
| Preuilly               | 18186      | Preuillois  | 14,94            | 473 (2022)                        | 32                 |
| Quincy                 | 18190      | Quinçois    | 18,19            | 821 (2022)                        | 45                 |
| Sainte-Thorette        | 18237      | Tauriciens  | 26,54            | 473 (2022)                        | 18                 |

### Démographie
| 1968  | 1975  | 1982  | 1990  | 1999  | 2006  | 2011  | 2016  |
| ----- | ----- | ----- | ----- | ----- | ----- | ----- | ----- |
| 5 935 | 6 031 | 6 699 | 7 390 | 7 431 | 7 868 | 8 315 | 8 387 |

## Organisation

### Siège
L'intercommunalité a son siège à Lury-sur-Arnon, 13 rue des Tours

### Élus
La communauté de communes est administrée par son conseil communautaire, composé de  conseillers municipaux représentant les  communes membres.
Jusqu'en janvier 2019, les 41 délégués étaient répartis selon un accord local comme suit :

- 13 délégués pour Mehun-sur-Yèvre ;

- 6 délégués pour Méreau ;

- 4 délégués pour Foëcy ;

- 3 délégués pour Massay ;

- 2 délégués pour Allouis, Quincy, Lury-sur-Arnon et Brinay ;

- 1 délégué et son suppléant pour les autres communes.
À compter des élections municipales de 2020 dans le Cher, le conseil communautaire comprend 25 membres, soit une répartition de droit commun : 

- 9 délégués pour Méreau ;

- 4 délégués pour Massay ;

- 2 délégués pour Quincy et Lury-sur Arnon ;

- 1 délégué et son suppléant pour les autres communes.
À la suite de l'élection de Sophie Bertrand comme présidente de l'intercommunalité en 2018, le conseil communautaire a désigné ses vice-présidents pour la fin de la mandature 2014-2020, qui sont :
1. Alain Mornay, maire de Méreau, délégué à la voirie, SPANC, développement économique administration générale et finances
2. Bernard Baucher, maire de Brinay, délégué au tourisme et communication, travaux, bâtiments
3. Jean-Sylvain Guillemain, élu de Lury-sur-Arnon, délégué à la gestion de la déchetterie et des déchets divers
4. Damien Prely, maire de Chéry, délégué aux festifs, numérique, enfance jeunesse

### Liste des présidents
| Période         | Période         | Identité         | Étiquette | Qualité |
| --------------- | --------------- | ---------------- | --------- | --- |
| 27 janvier 2017 | 2018            | Jean-Louis Salak | LR        | Employé Maire de Mehun-sur-Yèvre (2014 → ) Démissionnaire                                                                                               |
| 2018            | 16 juillet 2020 | Sophie Bertrand  | LR        | Secrétaire médicale Maire-adjointe de Quincy Conseillère départementale de Mehun-sur-Yèvre (2015 → ) Vice-présidente du conseil départemental (2015 → ) |
| 16 juillet 2020 | En cours        | Alain Mornay     | SE        | Ancien employé Maire de Méreau (1995 → ) |

### Compétences
L'intercommunalité exerce les compétences qui lui ont été transférées par les communes membres, dans les conditions déterminées par le code général des collectivités territoriales. Il s'agit de :
- Aménagement de l'espace (projets et équipements touristiques, réseaux de communications électroniques, aménagements paysagers), Schéma de cohérence territoriale (SCoT), Plan local d'urbanisme (PLU), carte communale et documents assimilés ;
- Actions de développement économique, zones d'activité, politique locale du commerce, promotion du tourisme ;
- Gestion des milieux aquatiques et prévention des inondations (GEMAPI) ;
- aires d'accueil des gens du voyage et des terrains familiaux locatifs ;
- Collecte et traitement des déchets des ménages et déchets assimilés
- Voirie communautaire et illuminations festives ;
- Politique du logement et du cadre de vie : OPAH, études d'habitat ;
- Action sociale d'intérêt communautaire : structures d'accueil de la petite enfance, actions en faveur de la petite enfance, la jeunesse et la parentalité, actions en faveur des personnes âgées ;
- Équipements culturels, sportifs et d'enseignement : installations sportives d'intérêt communautaire, programme d'animation du territoire ;
- Assainissement non collectif ;
- Transport des enfants vers les centres de loisirs ou équipements communautaires ;

### Organismes de rattachement
En 2020, la communauté de communes est membre de plusieurs syndicats mixtes :
- SM du Pays de Vierzon ;
- Pôle d'équilibre territorial et rural (PETR) Centre-Cher ;
- Syndicat Mixte pour l'Aménagement de la vallée de l'Arnon Aval (SMAVAA) ;
- SM pour l'aménagement du bassin de la Théols ;
- Berry Numérique ;
- Syndicat départemental d'énergie du Cher.

### Régime fiscal et budget
La communauté de communes est un établissement public de coopération intercommunale à fiscalité propre.
Afin de financer l'exercice de ses compétences, la communauté de communes perçoit une fiscalité additionnelle aux impôts locaux des communes, avec fiscalité professionnelle de zone (FPZ ) et sans fiscalité professionnelle sur les éoliennes (FPE).
Elle perçoit également une redevance d'enlèvement des ordures ménagères (REOM), qui finance le fonctionnement de ce service public.